# يوهانس وولف
يوهانس وولف (بالألمانية: Markus Wolf )‏ (و. 1923 – 2006 م) هو كاتب، وصحفي، وتقييمات استخباراتية، من ألمانيا، ولد في هشينغن، ويحمل رتبة عسكرية فريق أول، توفي في برلين، عن عمر يناهز 83 عاماً.

## جوائز
حصل على جوائز منها:
- نيشان كارل ماركس
- وسام بطل العمل لألمانيا الشرقية [الإنجليزية]‏.

## وصلات خارجية
- جوهانس وولف على موقع IMDb (الإنجليزية)
- جوهانس وولف على موقع مونزينجر (الألمانية)
- جوهانس وولف على موقع ميوزك برينز (الإنجليزية)
- جوهانس وولف على موقع ديسكوغز (الإنجليزية)
- جوهانس وولف على موقع كينوبويسك (الروسية)